# Svetozar Ilešič

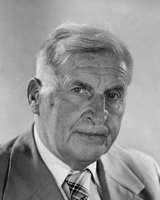
Svetozar Ilešič

Svetozar Ilešič (ur. 8 czerwca 1907 w Lublanie, zm. 5 lutego 1985 tamże) – geograf słoweński, uczeń Emmanuela de Martonne’a i Heinricha Bauliga.
Od 1947 profesor uniwersytetu w Lublanie, od roku 1967 członek Słoweńskiej Akademii Nauk i Sztuk, od 1980 – PAN. Członek wielu towarzystw geograficznych, m.in. polskich. Ilešič tworzył prace z zakresu regionalizacji geograficzno-ekonomicznej, osadnictwa wiejskiego, użytkowania ziemi, teorii geografii i inne; Regjonalizm w Jugoslawji (w: Ruch regjonalistyczny w Europie 1934), Gospodarska in politična geografija sveta... (1947), Ekonomska regionalna geografija sveta (1963).